# Abúdia (gente)
A gens Abudia foi uma família plebeia pouco conhecida em Roma Antiga. Esta gens teve seu auge durante os tempos imperiais, e nenhum de seus membros ocupou os altos magistrados do estado romano. Apenas Abudius Ruso, que atuou como edil sob Tibério, é mencionado na história, embora outros Abudii sejam conhecidos por meio de inscrições.

## Praenomina
Os principais praenomina dos Abudii eram Marcus, Publius e Titus, todos bastante comuns ao longo da história romana. A epigrafia também fornece exemplos de Gnaeus, Lucius e Quintus.

## Membros
- Abudius Ruso, um ex edil, comandou uma legião sob Gnaeus Cornelius Lentulus Gaetulicus na Germania Superior. Ele foi um dos delatores que acusaram Lentulus, mas quando a acusação falhou, Abudius foi condenado e exilado de Roma. A motivação de Abudius para denunciar Lentulus pode ter sido extorsão. A natureza de sua acusação não está clara, mas pode ter se baseado no noivado da filha de Lentulus com o filho de Sejano.[1][2]
- Abudius, mencionado em uma inscrição do primeiro século de Virunum em Noricum.[3]
- Lucius Abudius L. f., mencionado em uma inscrição de Vasio em Gallia Narbonensis.[4]
- Gnaeus Abudius Fortunatus, sepultado em Roma, em um sepulcro familiar dedicado por sua esposa, Octavia Faustilla, datando do final do primeiro século ou da primeira metade do segundo.[5]
- Marcus Abudius Luminaris, dedicou um túmulo em Roma para sua cliente e esposa, Abudia Megiste, e seu filho, Marcus Abudius Saturninus.[6]
- Abudia Maxima, dedicou um túmulo para seu filho em Iader na Dalmácia, datando entre a metade do segundo século e o final do terceiro.[7]
- Abudia M. l. Megiste, uma liberta, e a cliente e esposa de Marcus Abudius Luminaris, talvez seu antigo mestre, que dedicou um túmulo em Roma para Abudia e seu filho, Marcus Abudius Saturninus.[6]
- Abudia Murinilla, dedicou um túmulo em Carnuntum na Pannonia Superior, datando da segunda metade do segundo século, para seu marido, Crescens Licinianus, provavelmente um tribuno na décima oitava coorte de voluntários de Mauretania, com quarenta e cinco anos.[8]
- Abudia Phlegusa, dedicou um túmulo em Nemausus na Gallia Narbonensis para seu liberto, Gellius.[9]
- Abudia Prima, sepultada em Roma, em um túmulo dedicado por seu marido, Epaphroditus, datando da segunda metade do primeiro século.[10]
- Abudia Prima, sepultada em um sepulcro familiar em Aquileia na Vêneto e Histria, construído por Titus Albius Rufus, um soldado da Legio VIII Augusta, que pode ser seu filho ou genro, datando do final do primeiro século.[11]
- Titus Abudius T. f. Priscus, natural de Aquileia, foi um veterano da Legio VII Claudia, e foi sepultado em Scupi na Moesia Superior, com oitenta e cinco anos, em um túmulo dedicado por sua esposa, Felicula, datando do final do primeiro século ou da primeira metade do segundo.[12]
- Abudius Priscus Cassidarius Demetrius, junto com Cerlerinus Statienus Clementianus, um dos agentes dos decuriões municipais em Gabii no ano 220 d.C.[13]
- Abudia Q. f. Publia, sepultada em um túmulo do terceiro século em Pola na Vêneto e Histria, dedicado por seus pais, Quintus Postumius e Albudia Publia, e seu irmão, Publius.[14]
- Marcus Abudius Seleucus, dedicou túmulos em Roma para seu irmão, Gaius Attius Venustus, e sua irmã, a liberta Attia Primigenia.[15]
- Abudia Satura, uma mulher sepultada em Ammaedara na África Proconsularis, com oitenta anos.[16]
- Marcus Abudius M. f. Saturninus, um menino sepultado em Roma, com oito anos, junto com sua mãe, Abudia Megiste, em um túmulo dedicado por seu pai, Marcus Abudius Luminaris.[6]
- Quintus Abudius Theodotus, o liberto de Fronto, fez uma oferenda às deusas de Vasio.[17]
- Abudius Verus, dedicou um monumento do primeiro século em Parentium na Vêneto e Histria em memória de sua mãe, Junia Varilla, e irmãos, Publius Junius Severianus, Galeonia Larga e Publius Junius Novatus, de acordo com o testamento de sua mãe.[18]
- Publius Abudius Verus, fez uma oferenda no primeiro ou segundo século em Parentium em memória de seu filho, também chamado Publius Abudius Verus.[19]
- Publius Abudius P. f. Verus, filho de Publius Abudius Verus, que fez uma oferenda no primeiro ou segundo século em memória de seu filho em Parentium.[19]
- Titus Abudius Verus, um equestre servindo com o exército em Ravenna durante o primeiro século, fez uma oferenda a Netuno.[20]
- Marcus Abudius Vitalis, dedicou um sepulcro familiar do terceiro século em Aquileia para sua esposa e sua família.[21]